# MAN TGX
MAN TGX är en serie med tunga lastbilar, tillverkade av tyska MAN. Serien har två chassityper, XLX och XXL och Euro 6-motor.